# Erik Björndahl
Erik Björndahl (Örebro, 13 luglio 1990) è un ex calciatore svedese, di ruolo attaccante.

## Caratteristiche tecniche
È un centravanti. Durante i suoi primi anni di carriera nelle serie minori è stato schierato come centrocampista e difensore.

## Carriera
Nativo di Örebro, compie tutta la trafila delle giovanili in una delle squadre della sua città natale, il Forward. Arriva poi in prima squadra, con cui disputa dieci campionati in terza serie (dal 2007 al 2016) più uno in quarta serie, nel 2017, concluso con la promozione anche grazie ai suoi 24 gol in 25 presenze che lo rendono capocannoniere del raggruppamento Svealand settentrionale della Division 2 di quell'anno.
Nel 2018 firma un biennale con il Degerfors; il 1º aprile debutta nel campionato di Superettan subentrando al 71' minuto della trasferta sul campo dell'Öster, partita pareggiata 2-2 proprio grazie a un suo colpo di testa nei minuti di recupero; divenuto in breve tempo titolare, chiude la Superettan 2018 con 14 gol in 27 partite; ancora maggiore è la sua produzione offensiva nella Superettan 2019, di cui Björndahl è capocannoniere con 20 reti in 29 presenze.
Nel gennaio 2020 fa parte di uno scambio che trasferisce Johan Bertilsson al Degerfors e lo stesso Björndahl all'Örebro, la principale squadra della sua città, militante in Allsvenskan; egli esordisce così nella massima serie svedese il 14 giugno 2020, alla soglia dei 30 anni, in occasione della sconfitta casalinga contro l'AIK. La sua prima annata in Allsvenskan si conclude con 3 gol in 18 presenze, di cui 7 da titolare e 11 dalla panchina. Fatica a trovare spazio anche nel corso dell'anno seguente, visto che nella prima parte di stagione colleziona 12 presenze (gran parte delle quali da subentrante) senza mai segnare, quindi il 28 luglio 2021 viene girato in prestito al Västerås SK nel campionato di Superettan fino al termine della stagione. Qui ritrova minutaggio e confidenza con il gol, avendo realizzato 10 reti in 16 partite.
Tornato all'Örebro, nel frattempo retrocesso, Björndahl chiude la Superettan 2022 con 4 reti in 22 presenze.
Il 28 marzo 2023, a pochi giorni dall'inizio del campionato di Ettan 2023, è sceso nella terza serie nazionale con l'acquisto da parte dell'IF Karlstad Fotboll. Il giocatore termina la Ettan 2023 con 9 gol in 22 presenze all'attivo, mentre la squadra si classifica ottava nel proprio girone. A fine anno lascia il club svincolandosi.

## Statistiche
Statistiche aggiornate al 13 luglio 2021.

### Presenze e reti nei club
| Stagione        | Squadra         | Campionato      | Campionato | Campionato | Coppe nazionali | Coppe nazionali | Coppe nazionali | Coppe continentali | Coppe continentali | Coppe continentali | Altre coppe | Altre coppe | Altre coppe | Totale | Totale | Totale |
| Stagione        | Squadra         | Comp            | Pres       | Reti       | Comp            | Pres            | Reti            | Comp               | Pres               | Reti               | Comp        | Pres        | Reti        | Pres   | Reti   |        |
| --------------- | --------------- | --------------- | ---------- | ---------- | --------------- | --------------- | --------------- | ------------------ | ------------------ | ------------------ | ----------- | ----------- | ----------- | ------ | ------ | ------ |
| 2009            | Forward         | D1              | ?          | 1          | CS              | 0               | 0               |                    | -                  | -                  |             | -           | -           | ?      | 1      |        |
| 2010            | Forward         | D1              | 5          | 2          | CS              | 1               | 0               |                    | -                  | -                  |             | -           | -           | 6      | 2      |        |
| 2011            | Forward         | D1              | 21         | 5          | CS              | 0               | 0               |                    | -                  | -                  |             | -           | -           | 21     | 5      |        |
| 2012            | Forward         | D1              | 20+2       | 4          | CS              | 0               | 0               |                    | -                  | -                  |             | -           | -           | 22     | 4      |        |
| 2013            | Forward         | D1              | 22         | 2          | CS              | 0               | 0               |                    | -                  | -                  |             | -           | -           | 22     | 2      |        |
| 2014            | Forward         | D1              | 22         | 10         | CS              | 0               | 0               |                    | -                  | -                  |             | -           | -           | 22     | 10     |        |
| 2015            | Forward         | D1              | 22         | 9          | CS              | 5               | 6               |                    | -                  | -                  |             | -           | -           | 27     | 15     |        |
| 2016            | Forward         | D1              | 25         | 11         | CS              | 1               | 0               |                    | -                  | -                  |             | -           | -           | 26     | 11     |        |
| 2017            | Forward         | D2              | 25         | 24         | CS              | 0               | 0               |                    | -                  | -                  |             | -           | -           | 25     | 24     |        |
| 2018            | Degerfors       | S1              | 27         | 14         | CS+CS           | 3+3             | 0+2             |                    | -                  | -                  |             | -           | -           | 33     | 16     |        |
| 2019            | Degerfors       | S1              | 28         | 20         | CS              | 0               | 0               |                    | -                  | -                  |             | -           | -           | 28     | 20     |        |
| 2020            | Örebro          | A               | 18         | 3          | CS+CS           | 3+3             | 1+2             |                    | -                  | -                  |             | -           | -           | 24     | 6      |        |
| 2021            | Örebro          | A               | 10         | 0          | CS              | 0               | 0               |                    | -                  | -                  |             | -           | -           | 10     | 0      |        |
| Totale carriera | Totale carriera | Totale carriera | 222        | 81         |                 | 19              | 11              |                    | -                  | -                  |             | -           | -           | 241    | 92     |        |

## Palmarès

### Individuale
- Capocannoniere della Division 2: 1

2017
- Capocannoniere della Superettan: 1

2018